# Liesville-sur-Douve
Liesville-sur-Douve – miejscowość i gmina we Francji, w regionie Normandia, w departamencie Manche.
Według danych na rok 1990 gminę zamieszkiwało 149 osób, a gęstość zaludnienia wynosiła 28 osób/km² (wśród 1815 gmin Dolnej Normandii Liesville-sur-Douve plasuje się na 737. miejscu pod względem liczby ludności, natomiast pod względem powierzchni na miejscu 857.).